# طموح (فلم 1916)
الطموح (بالإنجليزية: Ambition) هو فيلم أبيض وأسود درامي أمريكي ضائع إنتاج عام 1916 من إخراج جيمس فينسنت وبطولة نجمة المسرح اليديشية بيرثا كاليش. تم إنتاجه وتوزيعه من قبل شركة فوكس فيلم. تدور حول مساعد المدعي العام الشاب الطموح يستخدم زوجته الجذابة كطعم مغر لرئيس سياسي قوي على أمل كسب صالح الرجل وتعزيز حياته المهنية. لكن الطاولات تنقلب عندما تقع الزوجة الشابة في حب السياسي.

## أحداث الفيلم
يتعلم مساعد المدعي العام روبرت باورز أن الرئيس السياسي جون مور قد اختار مرشحًا آخر للترقية، ويدعوه إلى منزله في لونغ آيلاند لقضاء عطلة نهاية الأسبوع ويحث زوجته الجميلة ماريان على الترفيه عن مور لكسب مصلحته. بعد أن يرتب إصابة مور أثناء إطلاق النار، بحيث يضطر إلى قضاء أسابيع في منزلهم، تمرض ماريان مور ويقعان في حب بعضهما البعض. عندما أدركت ماريان أن زوجها يهتم بحياته المهنية أكثر من اهتمامه بزواجهما، فإنها تخطط للمغادرة مع مور ، لكن ابنتها بيتي تتدخل وتناشد جون مور ألا يأخذ والدتها. مدركًا أن ماريان سيتعين عليها التضحية ببيتي إذا ذهبوا معًا، غادر بمفرده، في النهاية أمرت ماريان زوجها روبرت بالخروج من منزلهما وتعيش بشكل مستقل مع بيتي.

## فريق التمثيل
- بيرثا كاليش في دور ماريان القوى
- كينيث هانتر في دور روبرت باورز
- وليام إتش. تاكر في دور جون مور
- دبليو. دبليو بلاك في دور جيمس جرانت
- كيتنس ريتشيرت في دور بيتي باورز
- جيلبرت روني
- بارنيت غرينوود
- ماي برايس
- دان كريمينز
- دوروثي فيليبس

## روابط خارجية
- Ambition  في قاعدة بيانات الأفلام على الإنترنت (بالإنجليزية)
- Synopsis على موقع أول موفي.